# Otrera
Otrera ou Otrere, na mitologia grega, foi rainha das amazonas e esposa de Ares, com quem teve quatro filhas,[carece de fontes?] as princesas amazonas Hipólita, morta por Hércules, Melanipe, Antíopa [carece de fontes?] e Pentesileia, morta por Aquiles.
Higino atribui a construção do Templo de Diana em Éfeso, uma das Sete maravilhas do mundo, à amazona Otrera, esposa de Marte. Este foi o primeiro templo a Diana.